# Saeko Himuro
Saeko Himuro (japonés: 冰 室 冴 子 Himuro Saeko, 11 de enero de 1957 - 6 de junio de 2008) fue una novelista, ensayista y dramaturga japonesa. Nació en Iwamizawa, prefectura de Hokkaido, Japón.
Durante los años 1980 y 1990, fue uno de los autores más populares publicando bajo sello de la imprenta Shueisha Cobalt Bunko. Himuro fue autora de más de tres docena de novelas, de las cuales ocho fueron adaptadas como manga.
Ella es más conocida fuera de Japón por su novela «Puedo escuchar el mar», en la que se basa una película del Studio Ghibli con el mismo título. Además de novelas y mangas, fue también autora de ensayos. La causa de su muerte se determinó como cáncer de pulmón.
Su obra maestra fue la serie de novelas Nante Suteki ni Japanesque (なんて素敵にジャパネスク).

## Trabajos
Novelas
Todos los títulos son publicados por la imprenta Shueisha Cobalt a menos que se indique lo contrario. 
1970 
- Shiroi Shōjotachi (白い 少女 たち) (1978)
- Sayonara Arurukan (さようなら アルルカン) (1979)

1980 
- Clara Hakusho (クララ 白書) (1980)
- Clara Hakusho Parte II (クララ 白書 ぱ ー と II, Kurara Hakusho Pato Tsu) (1980)
- Koisuru Onnatachi (恋する 女 たち?) (1981)
- Agnes Hakusho (アグネス 白書, Agunesu Hakusho?) (1981)
- Agnes Hakusho Parte II (アグネス 白書 ぱ ー と II, Agunesu Hakusho Pato Tsu) (1981)
- Zakkyo Jidai (雑 居 时代?) (1982)
- El cambio (ざ ち ぇんじ!, Za Chenji) (1983)
- El cambio! es una adaptación de cuatro volúmenes de Torikaebaya monogatari, un cuento de Heian-era.
- Cinderella Meikyū (シンデレラ 迷宮, Shinderera Meikyū) (1983)
- Shōjo Shosetsu Ka wa Shinanai! (少女 小説 家 は 死なない) (1983)
- Shinderera Misuterī (シンデレラ ミステリー) (1984)
- Nagisa boy (なぎさ ボーイ, Nagisa Boi) (1984)
- Nante Suteki ni Japanesque (なんて 素敵 に ジャパネスク, Nante Suteki ni Japanesuku) (1984)
- Warabigaoka Monogatari (蕨 ヶ 丘 物語?) (1984)
- Nante Suteki ni Japanesque 2 (なんて 素敵 に ジャパネスク 2, Nante Suteki ni Japanesuku Tsu) (1985)
- Encore Japanesque! (ジャパネスク アンコール!, Japanesuku Ankōru) (1985)
- Taeko Girl (多恵子 ガール, Taeko Garu) (1985)
- Shoku Japanesque Encore! (続 ジャパネスク アンコール!, Shoku Japanesuku Ankōru) (1986)
- Yamato Takeru (ヤマト タケル?) (1986)
- Nante Suteki ni Japanesque 3 Hitozuma Hen (なんて 素敵 に ジャパネスク 3 人 妻 编) (1988)
- Kitazato Madonna (北里 マドンナ?) (1988)
- Fuyu no Dean, Natalie Natsu no 1 (冬 の ディーン 夏 の ナタリー 1, Fuyu no Natsu Din no Wan Natarī) (1988)
- Nante Suteki ni Japanesque 4 Furin Hen (なんて 素敵 に ジャパネスク 4 不 伦 编) (1989)
- Fuyu no Dean, Natalie no Natsu 2 (冬 の ディーン 夏 の ナタリー 2, Fuyu no Natsu Din no Natarī Tsu) (1989)
- La búsqueda de Lady Anne (レディアン を さがし て, Redi Un Sagashite o) (1989, Kadokawa Shoten)
- Ao no Meikyū Jo (碧 (あ お) の 迷宮 上?) (1989, Kadokawa Shoten)

1990 
- Nante Suteki ni Japanesque 5 RIOC Hen (なんて 素敵 に ジャパネスク 5 阴谋 编) (1990)
- Nante Suteki ni Japanesque 6 kokyu Hen (なんて 素敵 に ジャパネスク 6 后宫 编) (1990)
- Nante Suteki ni Japanesque 7 Gyakushū Hen (なんて 素敵 に ジャパネスク 7 逆袭 编) (1991)
- Nante Suteki ni Japanesque 8 de Enjo Hen (なんて 素敵 に ジャパネスク 8 炎 上 编) (1991)
- Imoto Monogatari (いもう と 物語) (1991, Shinchosha Bunko Nochi)
- Turn—Sanbanme ni Suki (ターン - 三 番目 に 好き) (1991, Shueisha Bunko Nochi)
- Gin no Umi, Kin no Daichi (銀 の 海 金 の 大地) Vol. 1-11 (1992-1996)
- Fuyu no Dean, Natalie Natsu no 3 (冬 の ディーン 夏 の ナタリー 3, Fuyu no Natsu Din no Natarī Suri) (1993)
- Puedo escuchar el mar (海 が きこえる, Umi ga Kikoeru) (1993)
- Puedo escuchar el mar II: Porque hay amor (海 が きこえる Ⅱ ~ アイ が ある から ~, Umi ga Kikoeru Tsu: Ai ga aru kara) (1995)

- Datos: Q460430